# Вяхирєва Ганна Вікторівна
Ганна Вікторівна Вяхірєва (нар. 13 березня 1995 року, Волгоград, Росія) — російська гандболістка. Гравчиня норвезького гандбольного клубу «Віперс» (Крістіансанн) і збірної Росії. Грає на позиціях правий крайній і правий напівсередній. Виступає під ігровим номером 13. Заслужений майстер спорту.
Олімпійська чемпіонка ігор 2016 року в Ріо-ж-Жанейро.
Молодша сестра іншої російської гандболістки Поліни Кузнєцової. 

## Біографія
Займається гандболом із 6-ти років. Коли Анна була маленькою, сім'я переїхала в Тольятті. Як і сестру Поліну, Анну тренував її тато Віктор Вяхірєв, навіть тоді, коли вона грала за «Ладу» і «Зірку». Батько допоміг Анні, яка була правшею, стати «шульгою», оскільки лівші особливо цінуються в гандболі.
Випускниця Астраханського державного університету.

## Ігрова кар'єра
- 2011—2014  «Зірка» (Звенигород)
- 2014—2016  «Астраханочка» (Астрахань)
- 2016—  «Ростов-Дон» (Ростов-на-Дону)[5][6].

## Спортивні досягнення
- ХІ літній Європейський юнацький фестиваль, Трабзон — 1 місце[7]
- Чемпіонат Європи з гандболу серед дівчат до 19 років 2009 — 2 місце (MVP турніру)
- Чемпіонат Європи з гандболу серед дівчат до 19 років 2011 — 1 місце
- Чемпіонат світу з гандболу серед дівчат до 18 років 2012 — 2 місце (MVP турніру)
- Чемпіонат Європи з гандболу серед дівчат до 19 років 2013 — 1 місце (MVP турніру)
- Чемпіонат Росії з гандболу серед жінок 2015/2016 — 1 місце (MVP турніру)[8]
- Краща права крайня сезону 2015—2016 за версією Planet Handball[9].
- Літні Олімпійські ігри 2016 року — найцінніший гравець турніру[10][11]

## Нагороди
- Орден Дружби (25 серпня 2016 року) — за високі спортивні досягнення на Іграх XXXI Олімпіади 2016 року в місті Ріо-де-Жанейро (Бразилія), проявлені волю до перемоги і цілеспрямованість[12].